# Kirchnérisme
Le kirchnérisme est un mouvement politique argentin de centre-gauche majoritairement orienté vers le péronisme, créé en 2003, réunissant les principales idéologies appliquées au cours des gouvernements des présidents Néstor Kirchner, entre 2003 et 2007, et Cristina Fernández de Kirchner, entre 2007 et 2015. Ensemble, ils ont occupé le pouvoir exécutif fédéral argentin pendant douze ans, période dénommée par leurs partisans « la Décennie gagnée ».
Ils intègrent au sein de leur mouvement divers partis et idéologies politiques provenant particulièrement du Parti justicialiste, dont les Radicaux K (pour parler des époux Kirchner), mais également le Frente Grande, le Parti intransigeant, le Mouvement Evita, La Cámpora et le Parti de la Libération par exemple.
Le kirchnérisme commence à prendre forme au sein du Groupe Calafate après l'effondrement politique consécutif à la crise de 2001 où le slogan « Qu'ils s'en aillent tous » était de mise pendant la campagne électorale des élections présidentielles de 2003. À cette époque, au cours de la présidence intérimaire d'Eduardo Duhalde, le Groupe Calafate réapparaît. Il s'agit d'une alliance d'idéologies anti-menem péronistes très critiques face aux politiques néolibérales. Sous la houlette du président Duhalde et la coordination d'Alberto Fernández, la candidature présidentielle de Néstor Kirchner est lancée. Ils organisent également une coalition politique des idéologies de centre-gauche sous le de nom de Front pour la Victoire. À la suite des élections du 27 avril 2003, Néstor Kirchner se positionne en seconde place mais le kirchnérisme n'est pas encore courant, on parlait plutôt d'une tendance politique multipartite avec son identité propre. Tout de suite après les élections, lorsque Néstor Kirchner doit faire face à Menem au second tour, les médias commencent à utiliser la notion de « kirchnérisme ». Finalement, Menem se retire du second tour, Néstor Kirchner devient président de la Nation et les quotidiens, comme La Nación, commencent à parler du Kirchnerisme comme un courant politique avec des caractéristiques propres. Enfin, le Kirchnerisme acquiert une autonomie politique au moment des élections législatives de 2005 où l'idéologie kirchnériste est en conflit avec le Duhaldismo. La cruciale province de Buenos Aires a été très représentative car le Kirchnerisme avait sa propre liste conduite par Cristina Fernández de Kirchner qui vainc Chiche Duhalde, candidate du Parti justicialiste.

## Programme politique

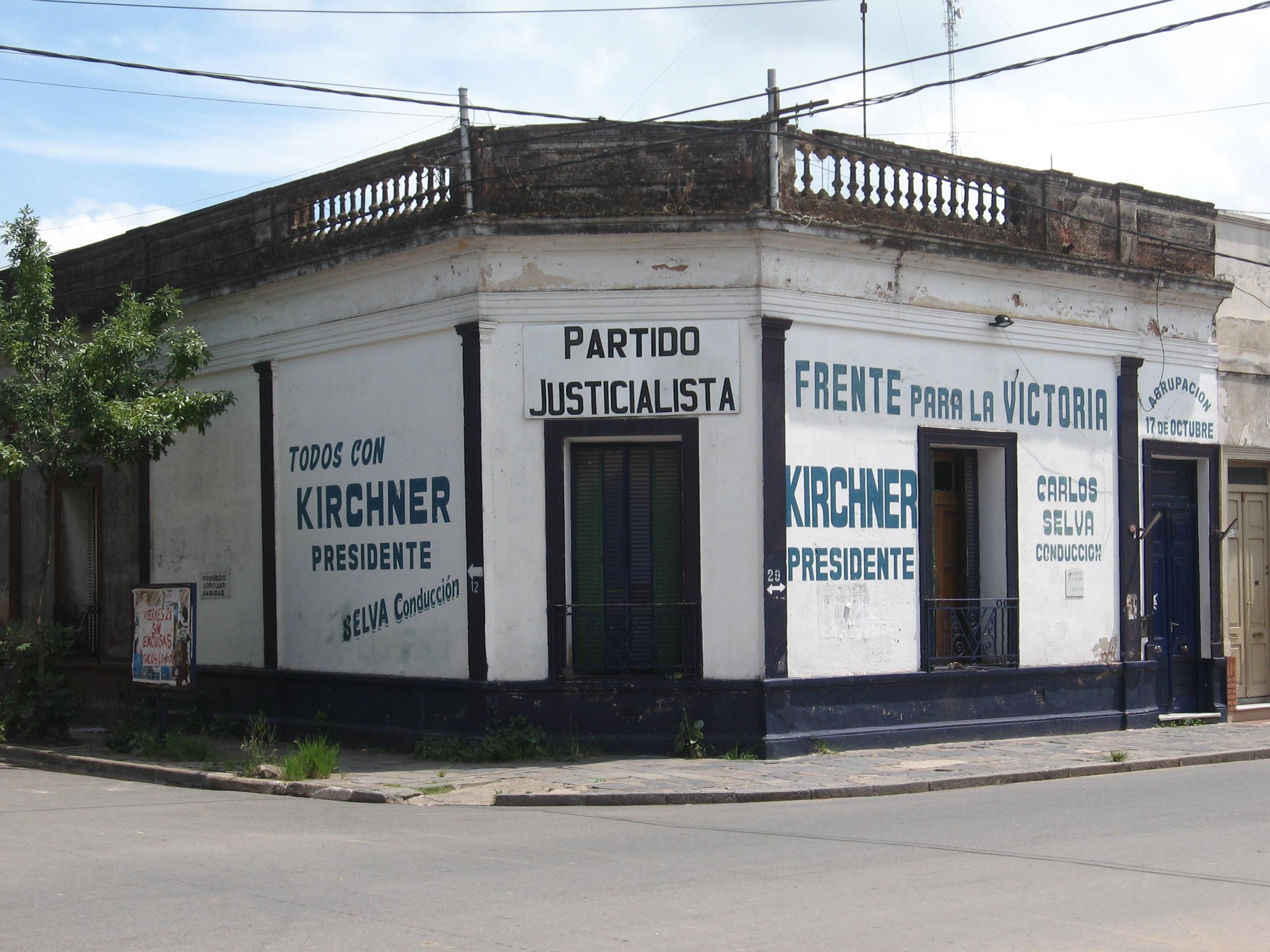
Bâtiment justicialiste qui soutient Néstor Kirchner.

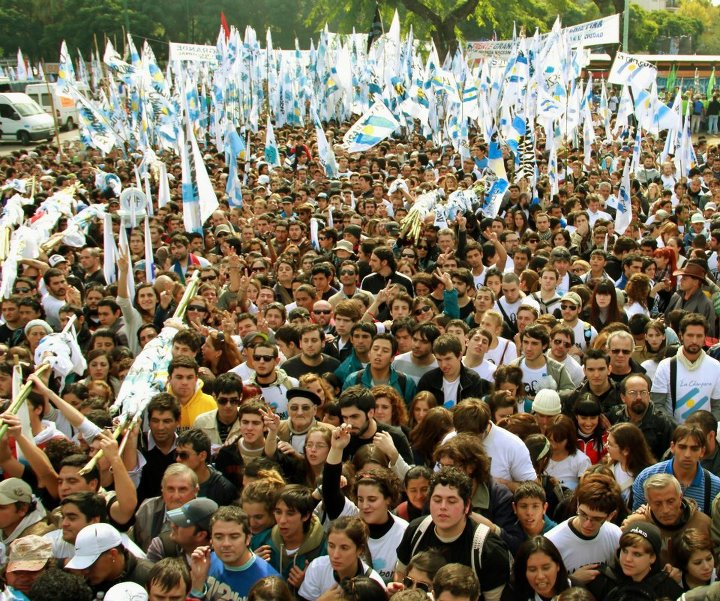
Réunion de jeunes kirchnéristes.

Les caractéristiques principales de l'idéologie kirchnériste se résument à travers les éléments suivants :

### Peronisme combatif
Aussi bien Néstor que Cristina Kirchner se sont engagés en politique dans les années 1970 en militant à l'université à travers la Jeunesse péroniste.

### Refus du néolibéralisme
Le kirchnérisme combat les politiques néolibérales. Lors de son discours d'investiture, Néstor Kirchner se montre en faveur de l'intervention de l'État dans les marchés et affirme que « nous devons tout faire pour que l'État mette à égalité là où les marchés excluent et abandonnent ».

### Alignement régional
Internationalement, le kirchnérisme est en faveur d'un affermissement des relations avec les pays d'Amérique Latine et plus particulièrement avec la Bolivie, le Brésil, Cuba, l'Équateur et le Venezuela, en établissant un axe sudaméricain avec le Brésil, relation qui sera la base du Mercosur. Le kirchnérisme est une forte source de défense du Mercosur.

### Droits de l'homme
Le kirchnérisme milite depuis toujours pour la défense des droits de l'homme. Il défend particulièrement les victimes issues des crimes contre l'Humanité durant le Processus de réorganisation nationale (dictature de 1976-1983). Les auteurs de ces crimes seront pardonnés par les lois d'obédience adoptées par le Gouvernement d'Alfonsín (1983-1989) et ratifiées par Menem (1989-1999). Le kirchnérisme va annuler ces lois, ce qui lui vaudra d'être soutenu par d'importantes organisations des Droits de l'Homme, comme les Mères de la place de Mai et les Grand-mères de la place de Mai qui soutiennent activement le gouvernement des époux Kirchner. A contrario, Julio César Strassera, ancien procureur du jugement des dictatures militaires, accuse le kirchnérisme de ne pas accélérer les accusations de délits de crime contre l'humanité et ainsi de «s'emparer» du drapeau des Droits de l'Homme dans le pays Pourtant, à la fin de la présidence de Néstor Kirchner, il y avait 898 accusés dans le cadre des enquêtes de crime contre humanité : 350 vont comparaitre, 8 sont condamnés. À la fin de la présidence de Cristina Fernández de Kirchner, il y avait 156 accusations avec condamnation, dans lesquelles 669 militaires, et 2354 accusés sont condamnés avec d'autres accusations sans condamnation.

### Politiques en matière de natalité et sexualité
En 2010, le mariage entre personnes de même sexe est adopté. L'Argentine devient alors le premier pays d'Amérique latine à consacrer ce droit,. En 2012, la Loi d'identité de genre, permet aux personnes trans d'inscrire leur nom et leur sexe d'élection sur les documents officiels et personnels. De plus, la loi ordonne que tous les traitements médicaux d'adéquation à l'expression de genre soient compris dans le Programme Médical Obligatoire. En ce qui concerne l'avortement, il n'y a pas eu de position uniforme au sein du mouvement. La ministre de la Santé Ginés González García se déclare, en 2005, en faveur de la dépénalisation de l'avortement. Son successeur, Juan Manzur, dit en 2010 que « nous l'avons déjà dit : nous sommes contre l'avortement, même la présidente s'est prononcée contre ». Ce propos est erroné car en 2018, Cristina Fernández de Kirchner se prononce en faveur et vote pour le projet présenté au Sénat.

## Critique

### Opposition et anti-kirchnérisme
La relation entre le kirchnérisme et l'opposition est conflictuelle. Le journaliste Jorge Lanata a dénommé cette antinomie comme « La fissure », à l'occasion de la cérémonie des Prix Martín Fierro en 2013. D'après cette approche, le kirchnérisme diviserait la société en deux grands groupes, la «Patrie» et l'«antipatrie», traitant ainsi ces derniers avec mépris. À leur tour, ces personnes réagiraient face au kirchnérisme, alimentant l'antinomie. Certains kirchneristes soutiennent que celle-ci n'existerait pas, alors que d'autre la considère comme plus ancienne que le kirchnérisme. Le philosophe José Pablo Feinmann reconnaît son existence, mais il envisage que l'opposition en a la responsabilité et non le gouvernement.
De plus, si bon nombre des partisans du kirchnérisme appartiennent au Parti justicialiste, fondé par Juan Perón en 1946, certains militants péronistes peuvent s'opposer au kirchnérisme, qui considèrent les kirchneristes comme étant de faux péronistes.

### Accusations
Au fil du temps, depuis que le kirchnérisme est entré au pouvoir, divers auteurs, journalistes et politiques ont eu un regard critique sur les principales figures de ce mouvement. Il a été accusé de personnalisme et d'autoritarisme. Il a également eu des accusations de corruption, et kleptocrate. Nombres de ces accusations judiciaires ont été rejetées par la Justice argentine, le reste a été condamné.

## Histoire

### Présidence de Néstor Kirchner

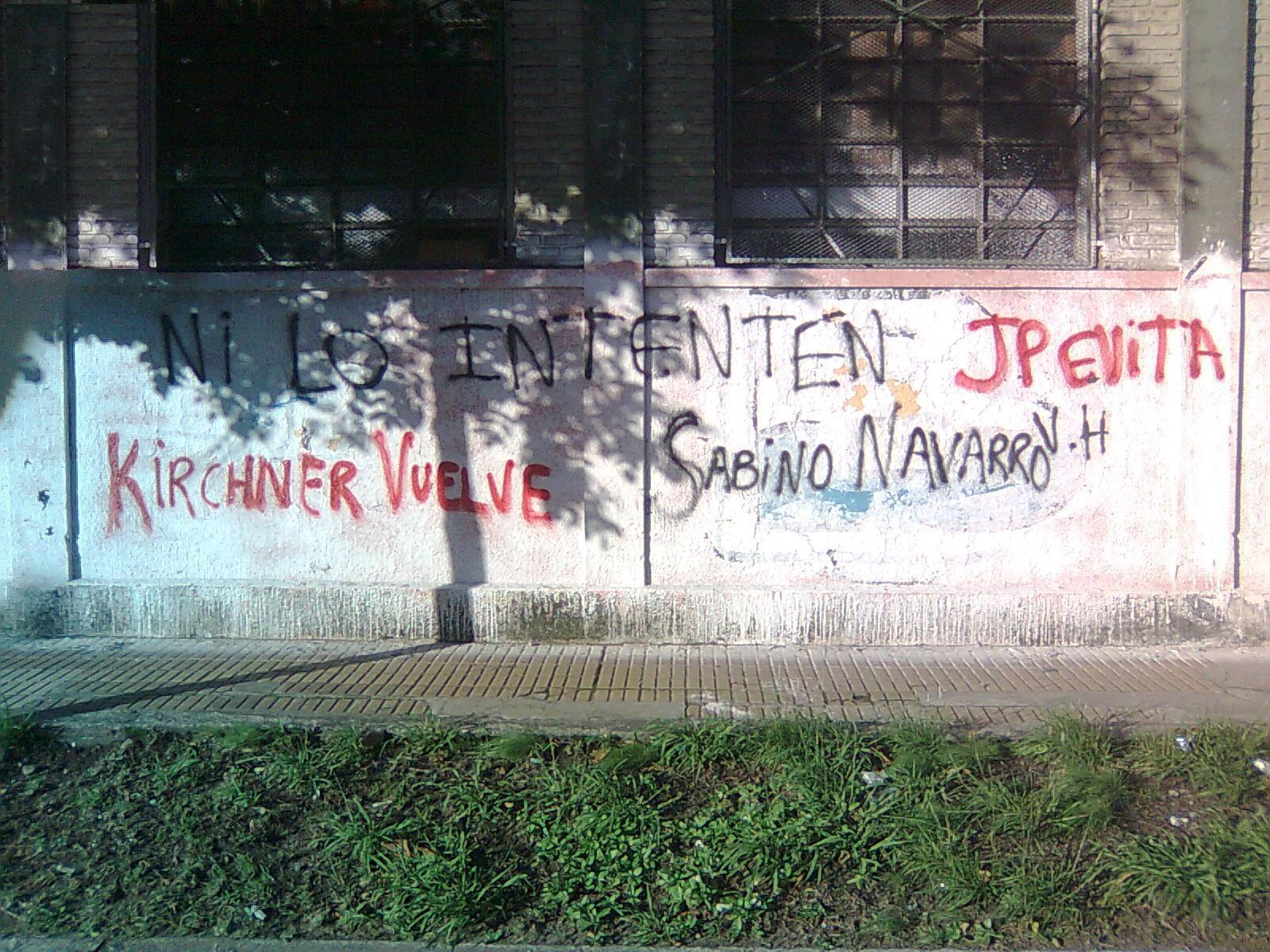
Grafiti de soutien à Néstor Kirchner.

Pendant une courte durée, la politique économique du gouvernement de Néstor Kirchner a appliqué les lignes directrices établies par Roberto Lavagna, en maintenant la dévaluation de la monnaie avec une forte participation de la Banque Centrale dans l'achat de devises et en stimulant les exportations. Les politiques implémentées ont fonctionné, permettant ainsi à l'Argentine de sortir de la pire cessation de paiement de son histoire. Les indices de pauvreté et de chômage ont très fortement diminué. Les réserves internationales sont passées de 14 000 millions de dollars en 2003 à plus de 47 000 millions de dollars en 2007. Depuis l'entrée au pouvoir du gouvernement de Néstor Kirchner, le rôle de l'État dans l'économie s'est élargi en comparaison du gouvernement de Carlos Menem. De 2003 à 2007, le pays enregistre une grande croissance économique avec des taux oscillants autour de 9 % (8,8 % en 2003, 9 % en 2004, 9,2 % en 2005, 8,5 % en 2006, 8,7 % en 2007, 6,8 % en 2008).
Une des principales mesures économiques de sa gestion a été d'annuler en avance la totalité de la dette envers le Fonds monétaire international. L'objectif déclaré des gouvernements K a été d'en finir avec les directives de politique économique nationale imposées par le FMI. En novembre 2006, les réserves internationales ont augmenté allant jusqu'à plus de 30 000 millions de dollars et le chômage est descendu à moins de 11 % (de 10,2 % à 10,8 %, selon diverses sources),. La pauvreté a diminué de plus de 40 % en 2002 et jusqu'à un 22,3 % en 2006.
Néstor Kirchner porte une politique très active dans la promotion des droits de l'homme. De plus, il impulse la poursuite des responsables de crimes contre l'humanité perpétrés pendant 70 ans par la Triple A et par le gouvernement du Processus de réorganisation nationale. Pour le réussir, ses partisans ont soutenu au Congrès national l'annulation des lois d'Obédience Debida et Punto Final, lesquelles bloquaient les poursuites depuis le gouvernement de Raúl Alfonsín Le Pouvoir Judiciaire les ratifiera.
La première condamnation de militaires qui ont participé à la dictature s'est adressée à Cristino Nicolaides qui est condamné à 25 ans de prison le 19 décembre 2007, pour sa participation au grupo de târeas 2 du Batallón 601.
Le conflit international majeur du mandat de Néstor Kirchner s'est tenu avec l'Uruguay en 2006 à la suite de l'installation de plantes celluloses sur le fleuve Uruguay. Des activistes de la province d'Entre Ríos porte cela devant la justice dans le cadre de la guerre du papier. Néstor Kirchner refuse de réprimer les manifestants et se manifeste publiquement en faveur de ces derniers.

### Présidence de Cristina Fernández de Kirchner

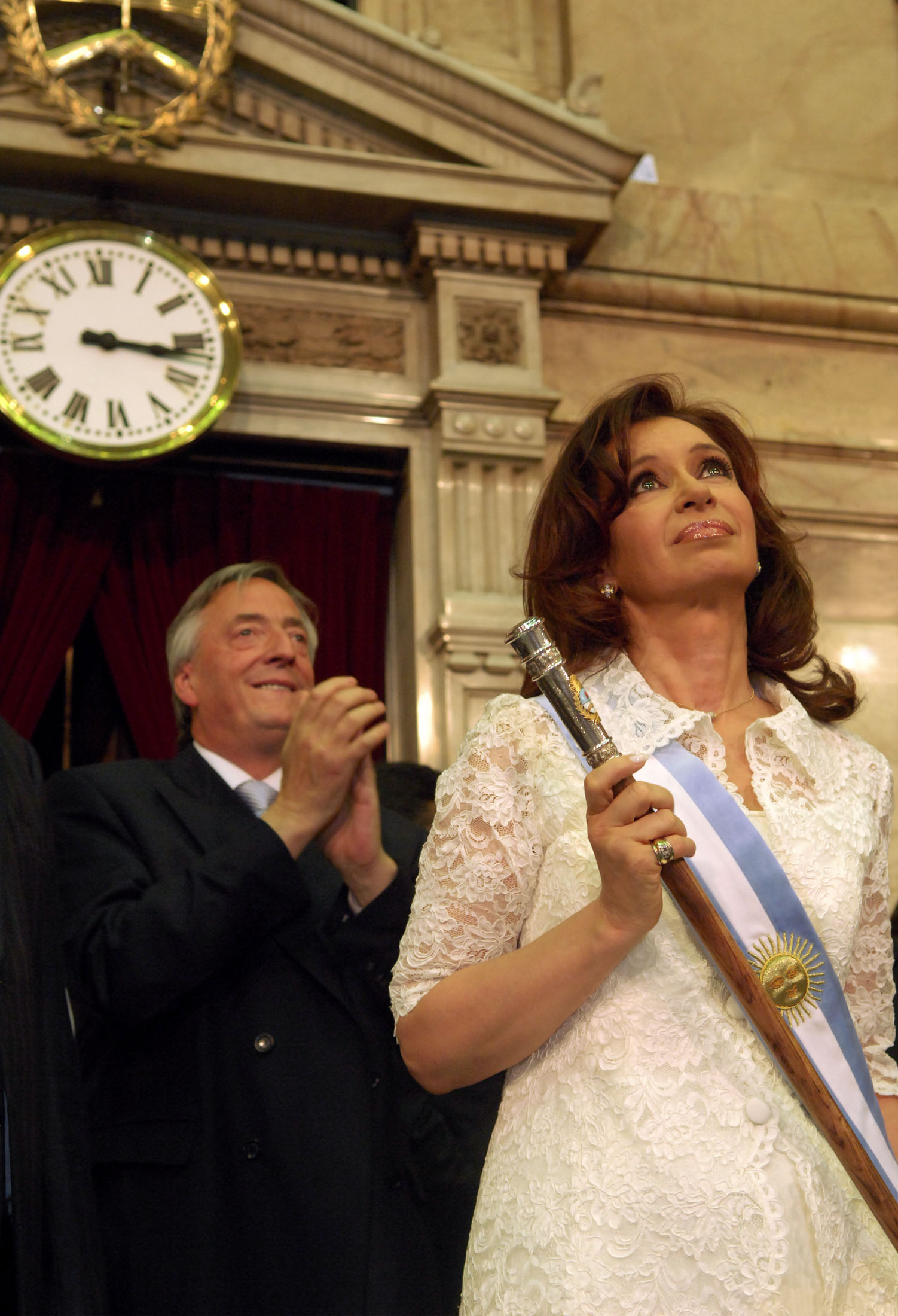
Cristina Fernández après la transmission du commandement présidentiel, le 10 décembre 2007. Derrière, son époux et prédécesseur, Néstor Kirchner.

Une des premières mesures adoptées par la présidente Fernández de Kirchner a été la création du ministère des Sciences, des Technologies et de l'Innovation productive, en désignant à sa charge un biologiste moléculaire. Cette mesure est complétée avec la création d'un pôle scientifico-technologique à Buenos Aires, intégré par trois instituts : sciences sociales et humaines, sciences biomédicales et biotechnologiques, et sciences exactes et technologiques.
Pendant sa présidence, Cristina continue la politique des droits de l'homme engagée par Néstor Kirchner.
À la suite de problèmes de ravitaillement en énergie en 2007, un plan d'économies d'énergie est mis en place afin d'améliorer et moderniser l'usage de l'énergie électrique dans le pays. Cela s'accompagne d'un plan de construction de nouvelles centrales énergétiques et d'amélioration de celles déjà existantes.
Le conflit majeur de son premier mandat débute à partir du 11 mars 2008 dans un contexte de forte augmentation nationale et internationale du prix de l'alimentation. Le ministre de l'Économie annonce un nouveau système de rétention mobile de l'exportation de quatre produits : le soja, le tournesol, le maïs, le blé et ses dérivés Cela va résulter sur le mécontentement de quatre organisations qui réunissent le secteur employeur de la production agro-éleveuse d'Argentine en déclarant le Chômage agropastoral patronal en Argentine. Ce conflit s'étend sur 129 jours et consiste en une grève patronale (lock-out) avec des blocages de routes, protestations, cacerolazos, etc., Le conflit était tendu à tel point que le ministre de l'Économie, Martín Lousteau, dut démissionner. Le 17 juin 2008, Cristina Fernández de Kirchner présente au Congrès un projet de loi sur les rétentions. Par un vote qui devait être départagé par le vice-président de la Nation Argentine, Julio Cobos finit par voter contre le projet de la présidente ce qui entraîne un refus du projet par le Congrès. Politiquement, cela découle sur une rupture entre Cristina et Cobos et donc sur un réalignement des Radicaux K, dirigé par Cobos qui se place dans l'opposition tout en occupant le poste de vice-président. Le 18 juillet 2008, la présidente de la Nation ordonne de laisser sans effet la Résolution 125/08, ce qui permet de mettre un terme au conflit,.
De plus, Cristina présente un projet de loi de rachat des entreprises Aerolíneas Argentinas et Austral Líneas Aéreas, dans lesquelles l'État argentin acquiert également les actions des entreprises liées. Ce projet est approuvé par le Congrès National le 3 septembre 2008.
Le 21 octobre 2008, un projet est présenté au Congrès national pour mettre fin au système de l'AFJP, un régime privé de pensions et de retraites qui constituait une des mesures phares des privatisations portées Menem. Le projet est approuvé par le Congrès avec le soutien de quelques forces d'opposition. La loi crée un nouveau Système Intégré Prévisionnel Argentin (SIPA).
Ce premier mandat se termine sur la création de mesures pour faire face à la crise économique mondiale de 2008. Ces diverses mesures sont englobées dans un plan anti-crise dans le but de stimuler l'économie et éviter des licenciements. Le plan est soutenu par les deux centrales syndicales (CGT et CTA), l'Union Industrielle Argentine qui regroupe les chefs d'entreprise industriels, et CONINAGRO qui regroupe les coopératives rurales. A contrario, il est critiqué par la Société rurale argentine (MME) et la Fédération agraire argentine (FAA), deux associations qui regroupent des propriétaires et des producteurs ruraux qui, depuis le conflit de cette même année, se bornent à être de fervens opposants peu constructifs.
La présidence de Cristina est marquée depuis 2008 par le conflit avec Clarín.
En 2007, le projet de Loi de Services de communication audiovisuelle remplacerait la loi 22.285, ratifiée par la dictature militaire en 1980. Le projet est basé sur un projet de loi antérieur présenté en 1989 par le député socialiste Guillermo Estévez Boero et formulé par le Conseil pour la consolidation de la démocratie,,,.
En 2009, ce projet est présenté au Congrès qui l'adopte le 10 octobre, comme la Loi no 26.522. Le projet est soutenu unanimement par les députés de la majorité et par quelques partis de l'opposition comme le Parti socialiste. L'opposition le refuse comme la Coalition civique, le PRO et le Péronisme dissident (duhaldisme),,,.
Le projet est également soutenu par les centrales syndicales (CGT, CTA) et par les syndicats des médias de communication audiovisuelle. Parmi ses soutiens, Cristina peut compter sur Adolfo Pérez Esquivel, prix Nobel de la paix, sur les organisations de défense des droits de l'homme et de la Fédération universataire argentine. De plus, le projet est appuyé par des organisations internationales. Frank la Rue, rapporteur spécial de la liberté d'opinion et d'expression pour l'ONU, considère que cette loi est :
« Un modèle unique au Monde et un exemple pour tous les autres pays car il garantit l'accès de tous les secteurs au fréquences de radio et de télévision permettant ainsi de maintenir un certain degré de plurialisme et de diversité dans l'exercice de la liberté d'expression. »,
Pour le Groupe Clarín, le Groupe Uno, et l'ADEPA (Association d'Entreprises Journalistiques, conformée par des chefs d'entreprise de milieux), le sentiment est contraire.
À la suite du putsch du Honduras qui destitue le président légitime Manuel Zelaya le 28 juin 2009, Cristina adopte une stricte politique de condamnation qui refuse de reconnaître les autorisés issues du coup d'État et réclamant le retour du président légitime,. La position argentine allait dans le même sens que la position du Brésil ce qui en a fait la position générale du Mercosur, de l'Unasur et de l'OEA.
La politique de généralisation de la négociation collective pour régler les relations de travail qu'avait entamé Néstor Kirchner est largement consolidée. Le Plan Patrie Grande entamé par le gouvernement antérieur est poursuivi. Il permet d'attribuer des documents aux immigrants en situation irrégulière.
Le 11 août 2009, après que l'Association du football Argentin ait rompu son contrat de télévision avec l'entreprise TyC Sports, le gouvernement national offre l'acquisition des droits grâce à 600 millions de pesos (le contrat antérieur avec TyC était de 268 millions de pesos). La principale condition était que la transmission de tous les matchs devait être en direct et que l'excédent de gain par la commercialisation soit destiné au sport amateur.
De plus, le décret 1 602/2009 est adopté. Il établit la généralisation de l'allocation familiale par fils pour tous les enfants de moins de 18 ans dont les pères se trouvent au chômage ou travaillent dans l'économie informelle ce qui leur donne une rémunération inférieure au salaire minimum et vital.
La mesure est adoptée dans le but de couvrir les besoins minimums de tous les enfants du pays qui se trouvent sous le seuil de pauvreté et permettre l'augmentation de la scolarisation.

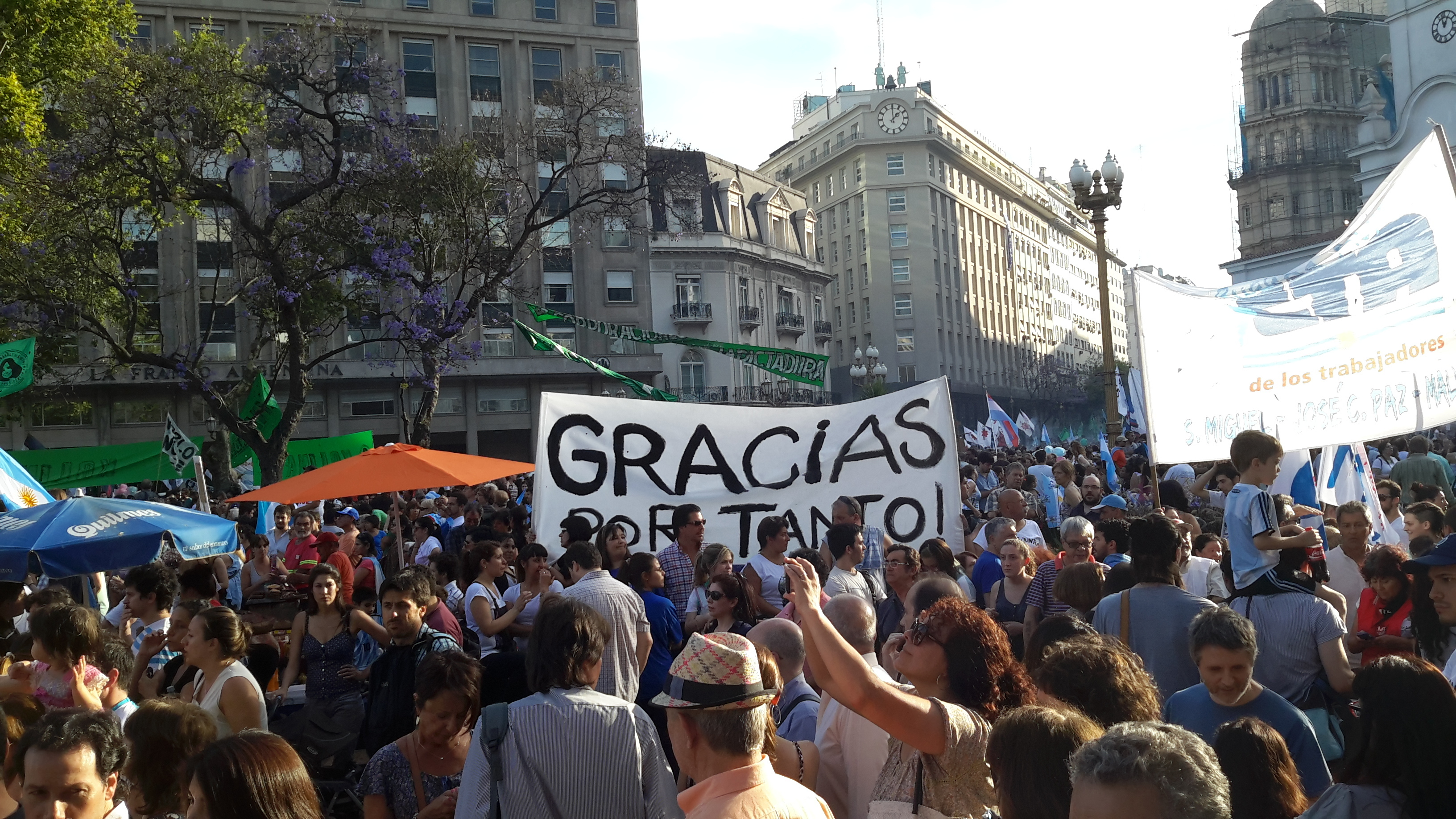
Manifestation de soutien à Cristina Fernández de Kirchner le dernier jour de son mandat sur la Place de Mai.

Le 14 décembre 2009, le Fonds du Bicentenaire est créé. Il s'agit d'un fonds spécial pour garantir le paiement des intérêts de la dette extérieure afin de réduire la charge financière sur le Trésor national.
Le 11 septembre 2009, Cristina Fernández de Kirchner présente à la Chambre des députés de la Nation un projet de loi qui permettrait de dépénaliser les calomnies et injures dans le cadre d'expressions d'intérêt public. Le projet est adopté et obtient la reconnaissance internationale du Comité pour la protection des journalistes,,.
Lors de l'élection présidentielle de 2011, Cristina obtient 54,11% des voix et repart pour un deuxième mandat. Le Front pour la Victoire remporte le plus grand pourcentage des voix pour une élection présidentielle depuis 1983. Il reste le troisième plus gros pourcentage de votes, après Juan Perón et Hipólito Yrigoyen,,.

### Opposition et retour au pouvoir

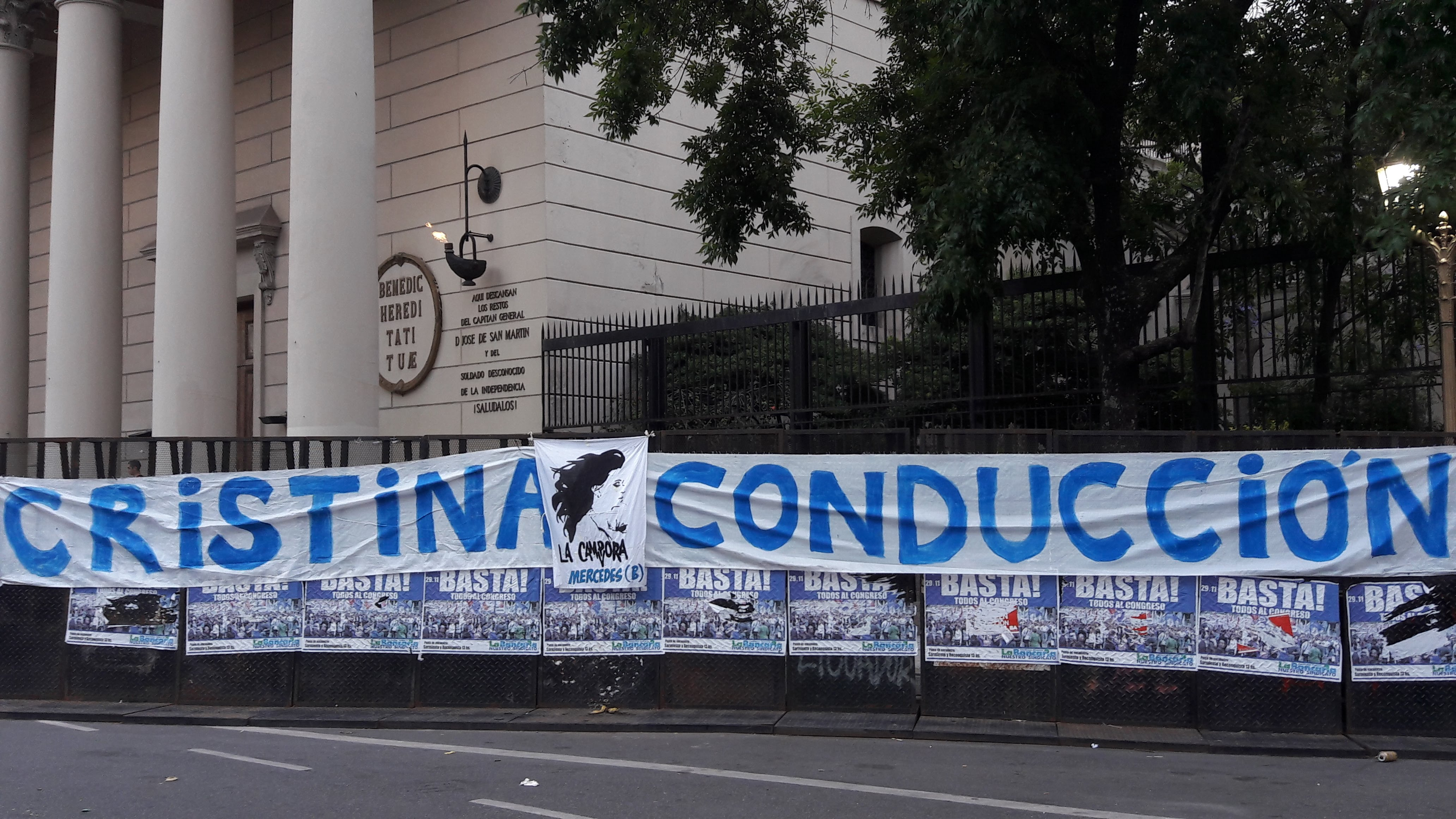
Panneau réclamant le leadership de Cristina Kirchner pendant la Marche de la Résistance de 2017.

Pour les élections présidentielles de 2015, l'historique kirchneriste Carlos Zannini se présente à la vice-présidence aux côtés de Daniel Scioli, qui perd au second tour contre Maurice Macri.
Peu de temps après avoir terminé son second mandat de présidente de la Nation, Cristina Fernández de Kirchner forme une très grande coalition politique qui porte comme priorité l'unité des opposants aux politiques de Macri. C'est ainsi qu'est créée Unidad Ciudadana qui prend racine dans les provinces de Buenos Aires, Catamarca, Chaco, Córdoba (Córdoba Ciudadana), Misiones, Neuquén, Entre Ríos (Unión Ciudadana) et la Capitale fédérale Buenos Aires. L'alliance est officiellement lancée le 20 juin 2017 au cours d'un très grand rassemblement réalisé à Sarandí, municipalité du Grand Buenos Aires,.
Lors de l'élection présidentielle de 2019, Cristina Fernández de Kirchner est élue vice-présidente aux côtés d'Alberto Fernández, qui a été chef de cabinet des ministres de Néstor et Cristina Kirchner, entre 2003 et 2008. Ils obtiennent 48% des votes au premier tour. Le Frente de Todos est une grande alliance électorale, intégrée par les partis peronistes avec le Parti Justicialiste (principal parti), le Frente Renovador, Comproiso Federal... ainsi que partis Kirchneristes comme Kolina, Nuevo Encuentro, des partis progressistes et de centre-gauche : Somos, Parti Solidaire, etc., des partis radicaux comme FORGE et le MNA et aussi des partis de la gauche et communistes. En tout et pour tout, le Frente de Todos est composé de 19 partis politiques, d'orientation péroniste ou Kirchneriste comprenant ainsi le centre jusqu'à la gauche sur l'échiquier politique.
Après avoir occupé le poste de chef de cabinet des ministres, Alberto Fernández prend ses distances avec le kirchnérisme. En 2018, à la suite de cette l'alliance entre eux deux, favorisée par Cristina, le kirchnérisme s'unit à nouveau.

### Élections présidentielles
| Année | Candidat          | Premier tour | Premier tour | Seconde tour | Seconde tour | Résultat | Note                       |
| Année | Candidat          | Votes        | % Votes      | Votes        | % Votes      | Résultat | Note                       |
| ----- | ----------------- | ------------ | ------------ | ------------ | ------------ | -------- | -------------------------- |
| 2003  | Néstor Kirchner   | 4 312 131    | 22,25        | 0            | 0            | Élu      | Carlos Menem se retire     |
| 2007  | Cristina Kirchner | 8 652 293    | 45,28        |              |              | Élue     |                            |
| 2011  | Cristina Kirchner | 11 865 055   | 54,11        |              |              | Élue     |                            |
| 2015  | Daniel Scioli     | 9 338 490    | 37,08        | 12 309 575   | 48,66        | Non-élu  | Macri gagne le Second tour |
| 2019  | Alberto Fernández | 12 945 990   | 48.24        |              |              | Élu      |                            |

### Élections législatives

#### Chambre des Députés
| An   | Votes      | %     | Sièges gagnés | Total des sièges | Position | Présidence                     | Note                                  |
| ---- | ---------- | ----- | ------------- | ---------------- | -------- | ------------------------------ | ------------------------------------- |
| 2003 | 5 511 420  | 35,10 | 58 / 130      | 129 / 257        | Majorité | Eduardo Duhalde (PJ)           | En comprenant d'autres factions du PJ |
| 2005 | 5 071 094  | 29,90 | 50 / 127      | 75 / 257         | Minorité | Néstor Kirchner (PJ-FPV)       |                                       |
| 2007 | 5 557 087  | 45,55 | 56 / 130      | 106 / 257        | Minorité | Néstor Kirchner (PJ-FPV)       |                                       |
| 2009 | 1 679 084  | 8,80  | 14 / 127      | 70 / 257         | Minorité | Cristina Kirchner (PJ-FPV)     |                                       |
| 2011 | 10 121 311 | 49,10 | 76 / 130      | 90 / 257         | Minorité | Cristina Kirchner (PJ-FPV)     |                                       |
| 2013 | 7 487 839  | 33,20 | 42 / 127      | 132 / 257        | Majorité | Cristina Kirchner (PJ-FPV)     |                                       |
| 2015 | 8 237 074  | 31,76 | 60 / 130      | 96 / 257         | Minorité | Cristina Kirchner (PJ-FPV)     |                                       |
| 2017 | 5 265 069  | 21,03 | 25 / 127      | 68 / 257         | Minorité | Mauricio Macri (PRO-Cambiemos) |                                       |
| 2019 | 11 359 508 | 45.50 | 64 / 130      | 117 / 257        | Minorité | Mauricio Macri (PRO-Cambiemos) |                                       |

#### Sénat
| An   | Votes     | %     | Sièges gagnés | Total des sièges | Position | Présidence                     | Note                                  |
| ---- | --------- | ----- | ------------- | ---------------- | -------- | ------------------------------ | ------------------------------------- |
| 2003 | 1 852 456 | 40,7  | 13 / 24       | 41 / 72          | Majorité | Eduardo Duhalde (PJ)           | En comprenant d'autres factions du PJ |
| 2005 | 3 572 361 | 45,1  | 14 / 24       | 14 / 72          | Minorité | Néstor Kirchner (PJ-FPV)       |                                       |
| 2007 | 1 048 187 | 45,6  | 8 / 24        | 22 / 72          | Minorité | Néstor Kirchner (PJ-FPV)       |                                       |
| 2009 | 756 695   | 30,3  | 4 / 24        | 12 / 72          | Minorité | Cristina Kirchner (PJ-FPV)     |                                       |
| 2011 | 5 470 241 | 54,6  | 13 / 24       | 24 / 72          | Minorité | Cristina Kirchner (PJ-FPV)     |                                       |
| 2013 | 1 608 866 | 32,10 | 11 / 24       | 40 / 72          | Majorité | Cristina Kirchner (PJ-FPV)     |                                       |
| 2015 | 2 336 037 | 32,72 | 12 / 24       | 39 / 72          | Majorité | Cristina Kirchner (PJ-FPV)     |                                       |
| 2017 | 3 785 518 | 32.71 | 4 / 24        | 8 / 72           | Minorité | Mauricio Macri (PRO-Cambiemos) |                                       |
| 2019 | 2 609 017 | 46.30 | 13 / 24       | 36 / 72          | Minorité | Mauricio Macri (PRO-Cambiemos) |                                       |